# Kongshallen
Kongshallen – wcześniej Kongsvinger Ishall. Kryte lodowisko położone w Kongsvinger, na którym swoje mecze rozgrywa drużyna hokejowa GET-ligaen – Kongsvinger Knights. Obiekt powstał w 2013 roku i może pomieścić 2 000 widzów.